# 漁業學

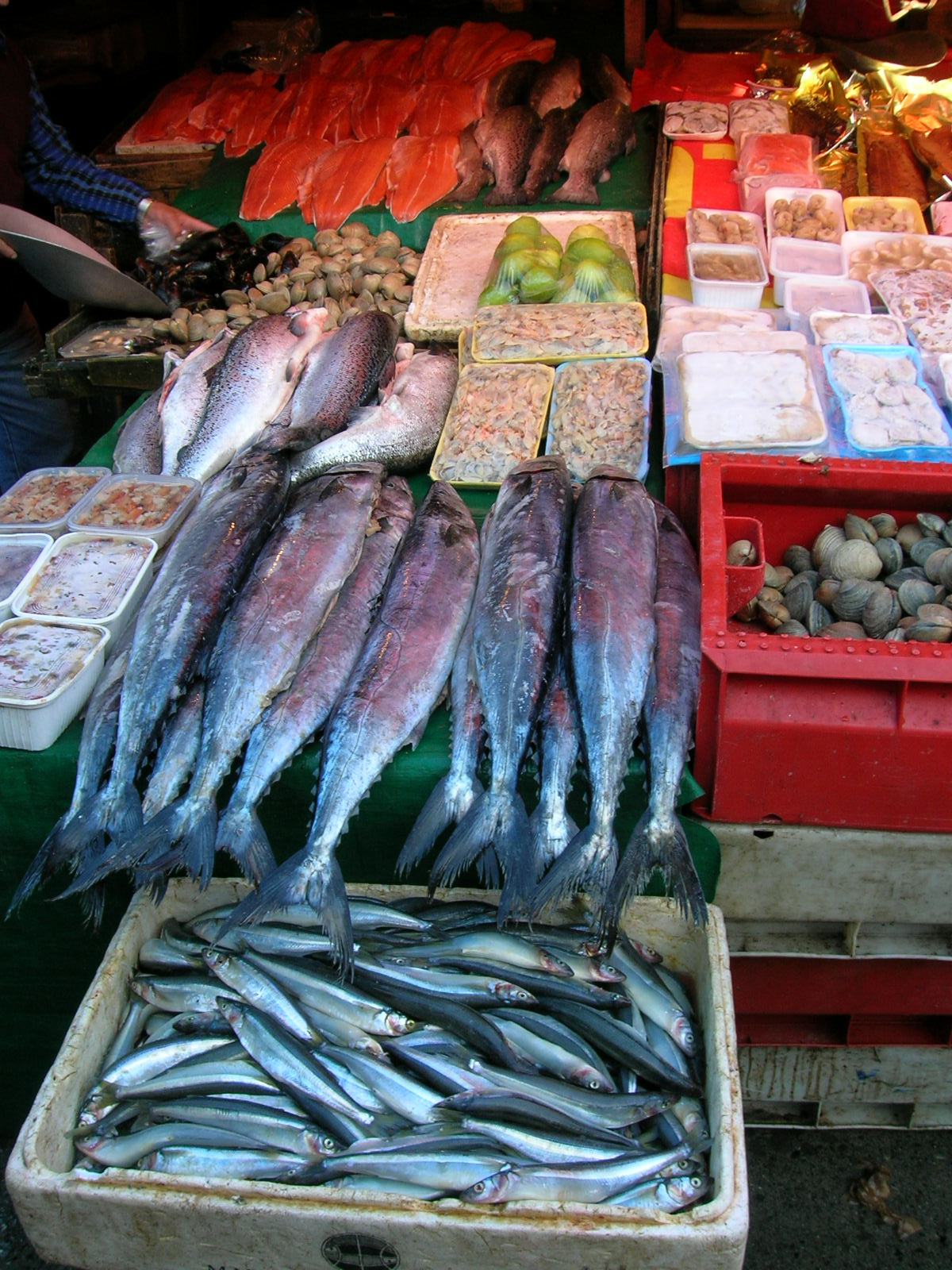

渔业科学是研究与渔业相关的生产（包括捕捞和养殖）方式以及可持续性管理的科学，需要有生物学、生态学、海洋学、经济学和管理学的知识，广义的还包括机械工程和食品加工方面的技术研发。
由于海洋中有丰富的生物质，陆生动物肉类产品过度消耗对人类健康和环境产生威胁，鱼类、虾类、蟹类、贝类等水产品资源逐渐成为人们蛋白质的主要来源，渔业所导致的过度捕捞、水体污染、栖息地破坏、生物多样性丧失和入侵物种失控等问题也引起人们更多的关注，水产养殖在全球正在成为上升的产业。